# Chloroleucon chacoense
Espèce
Classification APG III (2009)
Statut de conservation UICN

 VU  : Vulnérable
Chloroleucon chacoense est une espèce de plantes à fleurs du genre Chloroleucon de la famille des Leguminosae, selon la classification classique, des Fabaceae, selon la classification phylogénétique.
Elle est trouvée en Argentine, en Bolivie et au Paraguay. Elle est menacée du fait de la disparition de son habitat.